# Kasnia (przystanek kolejowy)
Kasnia (ros. Касня) – przystanek kolejowy w miejscowości Kasnia, w rejonie wiaziemskim, w obwodzie smoleńskim, w Rosji. Położony jest na linii Lichosławl – Rżew – Wiaźma.

## Historia
Stacja kolejowa Kasnia powstała w XIX w. na linii kolei rżewsko-wiaziemskiej, pomiędzy stacjami Nowoduginskaja i Wiaźma. Zdegradowana do roli przystanku po upadku Związku Sowieckiego.